# 철학적 발본주의
철학적 발본주의(philosophical radicalism)는 19세기 영국에서 제러미 벤담과 제임스 밀의 사상에서 영향을 받아 발상의 전환을 통해서 사회개혁을 추구한 사람들의 신조와 운동을 가리키는 용어이다. 이 사상을 믿는 이들을 철학적 발본파(philosophical radicals)라고 부른다.

## 주요 구성원
제러미 벤담(1748-1832), 제임스 밀(1773-1836), 프랜시스 플레이스(Francis Place, 1771-1854), 조지 그로트(George Grote, 1794-1871), 조지프 파크스(Joseph Parkes, 1796-1865), 존 아서 로벅(John Arthur Roebuck, 1802-1879), 찰스 불러(Charles Buller, 1806-1848), 존 스튜어트 밀(1806-1873), 에드워드 존 트렐로니(Edward John Trelawny, 1792-1881), 윌리엄 몰즈워스(William Molesworth, 1810-1855) 등을 대표적으로 열거할 수 있다. 이들 가운데 로벅, 불러, 존 스튜어트 밀, 몰스워스 등은 현실 정치인으로서 하원의원을 지냈다.

## 배경
1832년 선거법 개정 이후 더욱 근본적인 개혁을 요구하는 세력들이 나타나서 발본파(radicals)라고 불렸다. 이런 흐름은 대략 두 갈래로 나타났는데 민중적 발본파와 철학적 발본파로 나뉘었다. 민중적 발본파는 참정권, 표현의 자유, 빈곤에 대한 사회적 구호 등을 요구했고, 시위와 같은 실력행사를 통해 목표를 추구했다. 당시에는 집회와 시위가 반역 또는 범죄로 여겨지던 시절이기 때문에 시위는 경찰과 충돌로 이어지기 일쑤였다. 철학적 발본파는 양심의 자유와 종교의 자유, 자유경쟁시장주의, 의회개혁, 피임이나 참정권을 포함한 여성의 권리, 공리주의 원리에 따른 사회질서 등을 주장했고, 저술, 강연 및 의회진출을 통해서 목표를 추구했다.
의회에 진출하는 등, 실제 정치인으로서 제도개혁을 추구한 사람들을 정치적 발본파, 저술이나 강연을 통한 발상의 전환에 강세를 둔 사람들을 철학적 발본파로 나눠 생각할 수 있지만, 이런 구분은 이분법적인 문제가 아니라 정도의 문제로 접근해야 한다. 예컨대 존 스튜어트 밀은 이들 가운데 가장 많은 저술을 남겼지만, 동시에 의회에도 진출한 이력이 있다.
발본파는 영국의 휘그당이 신사들 사이의 사교클럽의 형태를 벗어나서 이념적, 정책적 정체성을 갖춘 자유당(Liberal Party)으로 탈바꿈하는 데 일조했다. 자유당이란 1839년 경부터 사용되기 시작하는 명칭으로서 종래의 휘그당, 발본파, 그리고 글래드스턴처럼 곡물법 폐지를 주장하면서 보수당에서 빠져나온 세력이 동맹한 형태로 시작되었다. 자유당내 발본파는 노동당이 생기기 전까지 사회주의적 발상들을 자유당 안으로 도입했고, 길드 사회주의나 페이비안 협회 등에게도 영감을 제공했다.

## 발본의 의미
발본(拔本)이란 뿌리를 뽑는다는 뜻으로, 래디컬(radical)이라는 영어 단어가 "뿌리에 관한"이라는 의미이기 때문에 이렇게 번역하는 것이 적절하다. 흔히 급진(急進)이라는 번역어가 사용되기도 하지만, 발본파를 성급하다고 여기는 것은 전형적인 보수주의적 시각이기 때문에 중립적인 용어가 될 수 없다. 예컨대 벤담이나 존 스튜어트 밀은 래디컬, 즉 발본파인 것이 분명하지만, 어떤 면으로도 급진파, 즉 수단방법을 가리지 않고 성급하게 목적을 추구하는 사람은 아니었다.
이들의 사상에서 특히 발본적인 성격은 다음과 같이 요약해볼 수 있다.
1. 공리주의: 공리주의란 모든 선(good)은 곧 공리(功利, utility)이어야 하고, 공리가 아니라면 선일 수도 없다는 생각이다. 공리, 효용, 이익이라고 하면 흔히 선과는 대립되는 것으로 생각하는 통속적인 경향이 있는데, 이는 단지 생각이 짧기 때문이다. 왜냐하면 개인의 경우에도 목전의 이익에만 매달려서 인생을 망친다면 이익이 아닐 뿐만 아니라 선도 아니기 때문이다. 흔히 도덕적 선행이라고 불리는 행위들은 사회적 공리에 기여하기 때문에 선이다. 사회평화, 공동체에 대한 신뢰감, 낯선 사람에 대한 친근감, 등은 당연히 사회전체에 도움이 되며, 그렇기 때문에 선이라는 것이다.
2. 정책의 기준: 따라서 이들은 모든 정책을 공리의 원리에 따라서 저울질하고 결정해야 한다고 촉구했다. 예컨대 벤담은 법이라는 것이 복수의 수단으로 전락할 경우에 그것은 야만일 뿐이고, 개명된 사회에서 범죄에 대한 처벌은 항상 그 결과 사회에 어떤 도움이 되는지에 초점을 맞춰서 정해져야 한다고 주장했다. 피해자의 복수심도 마냥 무시만 한다면 사회에 대한 일반적 불신으로 발전할 수 있는 만큼 당연히 고려해야 하지만, 어디까지나 한 가지 고려사항일 뿐 가장 중요한 고려사항은 아니라는 얘기다. 종래의 형벌이 악을 제거한다고 하면서 더 큰 악을 초래해 온 경향이 있었다고 하면서, 특히 복고주의, 종교, 혁신 매도, 은유, 허구, 환상, 적개심과 동정심, 논점회피, 상상으로 만들어 낸 법 등이 그러한 경향에 책임이 많다고 지적했다.
3. 주요 의제: 이들이 당시에 추구한 주요 의제로는 양심과 종교의 자유, 노동자와 여성에 대한 참정권 확대, 협동조합 형태의 농업과 기업을 통한 효율성과 분배의 향상, 토지제도 개혁, 재력이나 신분 또는 편견이 작용할 여지를 줄이는 방향의 선거제도개혁, 피임 등이 있다.

## 《웨스트민스터 평론》
벤담은 철학적 발본주의의 대변지로 《웨스트민스터 평론》(Westminster Review)를 1824년에 창간했다 (하지만 경영에는 참여하지 않았다). 당시 토리당의 대변지로 《계간평론》(Quaterly Review), 휘그당의 대변지로 《에든버러 평론》(Edinburgh Review)이 있었는데, 《웨스트민스터 평론》은 주로 《에든버러 평론》의 기사들을 비판하면서 휘그당의 노선이 미온적이고 피상적이며 사회문제의 뿌리를 보지 못한다고 꾸짖었다.이 잡지의 편집은 초창기 사실상 밀 부자가 주도했는데, 경영에 관한 이견으로 밀 부자는 1828년부터는 여기서 손을 뗐다. 1835년에 몰즈워스가 사들여 《런던-웨스트민스터 평론》으로 제호를 바꿨다가, 1840년의 새 경영진은 원래 제호로 되돌렸다.
1851년에는 존 채프먼(John Chapman)에게 넘어갔는데, 채프맨은 나중에 조지 엘리엇을 부편집인으로 기용했다. 이때부터는 철학적 발본파나 벤담주의와 직접 상관은 없게 되었지만, 여전히 넓은 의미에서 영국 사회의 발본적 사회개혁운동을 대변하는 잡지로 활약했다. 채프먼과 엘리엇은 진화주의(evolutionism)를 신봉해서, 마티노(Harriet Martineau, 1802-1876), 스펜서(1820-1903), 홀리오크(George Holyoake, 1817-1906), 존 스튜어트 밀과 같은 개혁사상가들을 필진으로 모았다. 과학 분야에는 헉슬리(1825-1895), 틴들(John Tyndall, 1820-1893) 등이 진화주의 논문들을 기고하면서 다윈의 『종의 기원』(1859)이 영국사회에 수용될 수 있는 기틀을 닦았다. 1914년에 폐간되었다.

## 같이 보기
- 백과전서파
- 패놉티콘
- 토머스 힐 그린
- 볼테르